# Daniel Sturridge
Daniel Andre Sturridge (Birmingham, 1 september 1989) is een Engels voormalig voetballer die doorgaans in de aanval speelde. Sturridge debuteerde in 2011 in het Engels voetbalelftal. Zowel zijn vader Michael als zijn ooms Simon en Dean speelden ook betaald voetbal. Sinds 2023 is hij analist voor Sky Sports.

## Clubcarrière

### Manchester City
Sturridge werd in 1998 opgenomen in de jeugdopleiding van Aston Villa. Die verruilde hij in 2002 voor die van Coventry City en die in 2003 weer voor die van Manchester City. Bij die laatste tekende hij op zijn zeventiende zijn eerste profcontract, waarop hij in 2007 zijn debuut in het eerste elftal maakte, tijdens een wedstrijd tegen Reading. In januari 2008 maakte Sturridge zijn eerste goal voor City, tegen Sheffield United. Een paar dagen later scoorde hij ook zijn eerste competitiegoal, tegen Derby County. Sturridge keerde vervolgens terug naar de reserves van Manchester City, waarmee hij de FA Youth Cup won. Daarna bleef hij heen en weer reizen tussen het eerste en tweede elftal. Eind 2008 kwam er speelgelegenheid voor Sturridge doordat Darius Vassell geblesseerd raakte. Hij scoorde dat seizoen vier keer in zestien wedstrijden.

### Chelsea
Chelsea was geïnteresseerd om Sturridge over te nemen. Onderhandelingen met Manchester City liepen op niets uit, maar Chelsea schakelde de voetbalbond in. Het contract van Sturridge liep af, dus had Manchester City niks meer over hem te zeggen. De FA bepaalde de transfersom en beide clubs maakten deze niet bekend. Tijdens zijn debuut voor Chelsea in een oefenwedstrijd tegen Seattle Sounders FC, scoorde hij meteen zijn eerste goal voor zijn nieuwe club. Op 18 augustus 2009 maakte Sturridge zijn Premier League-debuut voor Chelsea, tegen Sunderland. Hij viel die wedstrijd in voor Didier Drogba. Voor het tweede elftal maakte hij een hattrick tegen Ipswich Town. Op 28 oktober 2009 stond hij voor het eerst in de basisopstelling van het eerste van Chelsea, tegen Bolton Wanderers. Op Boxing Day begon hij voor het eerst in de basis in een Premier League-wedstrijd, tegen Birmingham City. In totaal speelde Sturridge bijna honderd wedstrijden voor Chelsea, waarin hij 24 keer scoorde.

### Bolton Wanderers
In de tweede helft van het seizoen 2010/11 werd hij door Chelsea tot de zomer verhuurd aan Bolton Wanderers, dat eveneens uitkwam in de Premier League. Daar scoorde hij maar liefst acht keer in twaalf wedstrijden voor Bolton Wanderers, waarna hij terugkeerde naar Chelsea.

### Liverpool
Op 2 januari 2013 maakte Liverpool zijn komst wereldkundig. Dat betaalde elf miljoen euro voor de spits aan Chelsea. In zijn eerste twee seizoenen vormde hij een sterk spitsenduo met Luis Suarez. Hij scoorde in anderhalf seizoen 31 keer in 43 wedstrijden. In dat seizoen werd Liverpool bijna kampioen. Drie speelronden voor het einde verloor Liverpool echter thuis van Chelsea, waardoor het kampioenschap uiteindelijk naar Manchester City ging. Toen Suarez naar FC Barcelona vertrok raakte Sturridge geblesseerd. In de drie seizoenen erop kwam hij tot 46 wedstrijden, waarin hij vijftien keer scoorde.

### Trabzonspor
Hij tekende in augustus 2019 een tweejarig contract bij Trabzonspor dat hem transfervrij inlijfde. Op 2 maart 2020 werd hij door de FA voor vier maanden geschorst vanwege overtreding van de gokregels. Hierop werd hij door Trabzonspor ontslagen.

## Clubstatistieken
| Seizoen     | Club               | Competitie     | Competitie | Competitie | Competitie | Beker | Beker | Beker | Internationaal | Internationaal | Internationaal | Totaal | Totaal | Totaal |
| Seizoen     | Club               | Competitie     | Wed.       | Dlp.       | Ass.       | Wed.  | Dlp.  | Ass.  | Wed.           | Dlp.           | Ass.           | Wed.   | Dlp.   | Ass.   |
| ----------- | ------------------ | -------------- | ---------- | ---------- | ---------- | ----- | ----- | ----- | -------------- | -------------- | -------------- | ------ | ------ | ------ |
| 2006/07     | Manchester City    | Premier League | 2          | 0          | 0          | 0     | 0     | 0     | —              | —              | —              | 2      | 0      | 0      |
| 2007/08     | Manchester City    | Premier League | 3          | 1          | 1          | 1     | 1     | 0     | —              | —              | —              | 4      | 2      | 1      |
| 2008/09     | Manchester City    | Premier League | 16         | 4          | 2          | 2     | 0     | 0     | 8              | 0              | 1              | 26     | 4      | 3      |
| Club Totaal | Club Totaal        | Club Totaal    | 21         | 5          | 3          | 3     | 1     | 0     | 8              | 0              | 1              | 32     | 6      | 4      |
| 2009/10     | Chelsea            | Premier League | 13         | 1          | 1          | 5     | 4     | 0     | 2              | 0              | 0              | 20     | 5      | 1      |
| 2010/11     | Chelsea            | Premier League | 13         | 0          | 0          | 3     | 2     | 1     | 5              | 2              | 0              | 21     | 4      | 1      |
| Club Totaal | Club Totaal        | Club Totaal    | 26         | 1          | 1          | 8     | 6     | 1     | 7              | 2              | 0              | 41     | 9      | 2      |
| 2010/11     | → Bolton Wanderers | Premier League | 12         | 8          | 0          | 0     | 0     | 0     | —              | —              | —              | 12     | 8      | 0      |
| Club Totaal | Club Totaal        | Club Totaal    | 12         | 8          | 0          | 0     | 0     | 0     | 0              | 0              | 0              | 12     | 8      | 0      |
| 2011/12     | Chelsea            | Premier League | 30         | 11         | 4          | 6     | 2     | 1     | 7              | 0              | 1              | 43     | 13     | 6      |
| 2012/13     | Chelsea            | Premier League | 7          | 1          | 0          | 2     | 1     | 1     | 3              | 0              | 0              | 12     | 2      | 1      |
| Club Totaal | Club Totaal        | Club Totaal    | 63         | 13         | 5          | 16    | 9     | 3     | 17             | 2              | 1              | 96     | 24     | 9      |
| 2012/13     | Liverpool          | Premier League | 14         | 10         | 5          | 2     | 1     | 0     | —              | —              | —              | 16     | 11     | 5      |
| 2013/14     | Liverpool          | Premier League | 29         | 22         | 9          | 4     | 3     | 0     | —              | —              | —              | 33     | 25     | 9      |
| 2014/15     | Liverpool          | Premier League | 12         | 4          | 2          | 4     | 1     | 0     | 2              | 0              | 0              | 18     | 5      | 2      |
| 2015/16     | Liverpool          | Premier League | 14         | 8          | 1          | 3     | 2     | 0     | 8              | 3              | 1              | 25     | 13     | 2      |
| 2016/17     | Liverpool          | Premier League | 20         | 3          | 2          | 7     | 4     | 1     | —              | —              | —              | 27     | 7      | 3      |
| 2017/18     | Liverpool          | Premier League | 9          | 2          | 1          | 0     | 0     | 0     | 5              | 1              | 2              | 14     | 3      | 3      |
| Club Totaal | Club Totaal        | Club Totaal    | 98         | 49         | 20         | 20    | 11    | 1     | 15             | 4              | 3              | 133    | 64     | 24     |
| 2017/18     | → West Brom        | Premier League | 6          | 0          | 0          | 0     | 0     | 0     | —              | —              | —              | 6      | 0      | 0      |
| Club Totaal | Club Totaal        | Club Totaal    | 6          | 0          | 0          | 0     | 0     | 0     | 0              | 0              | 0              | 6      | 0      | 0      |
| 2018/19     | Liverpool          | Premier League | 18         | 2          | 1          | 2     | 1     | 0     | 7              | 1              | 1              | 27     | 4      | 2      |
| Club Totaal | Club Totaal        | Club Totaal    | 116        | 51         | 21         | 22    | 12    | 1     | 22             | 5              | 4              | 160    | 68     | 26     |
| 2019/20     | Trabzonspor        | Süper Lig      | 11         | 4          | 4          | 3     | 3     | 0     | 2              | 0              | 0              | 16     | 7      | 4      |
| Club Totaal | Club Totaal        | Club Totaal    | 11         | 4          | 4          | 3     | 3     | 0     | 2              | 0              | 0              | 16     | 7      | 4      |
| 2021/22     | Perth Glory        | A-League       | 6          | 0          | 0          | 0     | 0     | 0     | —              | —              | —              | 6      | 0      | 0      |
| Club Totaal | Club Totaal        | Club Totaal    | 6          | 0          | 0          | 0     | 0     | 0     | 0              | 0              | 0              | 6      | 0      | 0      |
| TOTAAL      | TOTAAL             | TOTAAL         | 235        | 81         | 33         | 44    | 25    | 4     | 49             | 7              | 6              | 328    | 113    | 43     |

Bijgewerkt tot en met het seizoen 2016/17.

## Erelijst
Chelsea
- UEFA Champions League: 2011/12
- Premier League: 2009/10
- FA Cup: 2009/10, 2011/12

 Liverpool
- UEFA Champions League: 2018/19

Individueel
- PFA Team of the Year: 2013/14 Premier League
- Europees kampioenschap onder 21 Team van het Toernooi: 2011
- Premier League Player of the Month: augustus 2013, februari 2014
- Premier League Goal of the Month: september 2018

## Interlandcarrière
Sturridge maakte twee internationale jeugdtoernooien mee: het EK onder 17 en het EK onder 19. Hij speelde ook voor Engeland -20 en -21. Onder leiding van toenmalig bondscoach Fabio Capello maakte hij Sturridge op 15 november 2011 zijn debuut in het Engels voetbalelftal, toen hij in een vriendschappelijke wedstrijd tegen Zweden (1–0) na 58 minuten inviel voor Theo Walcott. Op het WK 2014 in Brazilië scoorde hij op aangeven van Wayne Rooney in de eerste wedstrijd tegen Italië.
Sturridge nam met het Brits olympisch voetbalelftal onder leiding van bondscoach Stuart Pearce deel aan de Olympische Spelen van 2012 in Londen.
| Interlands van Daniel Sturridge voor Engeland | Interlands van Daniel Sturridge voor Engeland | Interlands van Daniel Sturridge voor Engeland | Interlands van Daniel Sturridge voor Engeland | Interlands van Daniel Sturridge voor Engeland | Interlands van Daniel Sturridge voor Engeland |
| №                                             | Datum                                         | Wedstrijd                                     | Uitslag                                       | Competitie                                    | Goals                                         |
| Als speler bij Chelsea                        | Als speler bij Chelsea                        | Als speler bij Chelsea                        | Als speler bij Chelsea                        | Als speler bij Chelsea                        | Als speler bij Chelsea                        |
| --------------------------------------------- | --------------------------------------------- | --------------------------------------------- | --------------------------------------------- | --------------------------------------------- | --------------------------------------------- |
| 1.                                            | 15 november 2011                              | Engeland – Zweden                             | 1 – 0                                         | Vriendschappelijk                             |                                               |
| 2.                                            | 29 februari 2012                              | Engeland – Nederland                          | 2 – 3                                         | Vriendschappelijk                             |                                               |
| 3.                                            | 11 september 2012                             | Engeland – Oekraïne                           | 1 – 1                                         | WK-kwalificatie                               |                                               |
| 4.                                            | 14 november 2012                              | Zweden – Engeland                             | 4 – 2                                         | Vriendschappelijk                             |                                               |
| Als speler bij Liverpool                      |                                               |                                               |                                               |                                               |                                               |
| 5.                                            | 22 maart 2013                                 | San Marino – Engeland                         | 0 – 8                                         | WK-kwalificatie                               | 56'                                           |
| 6.                                            | 29 mei 2013                                   | Engeland – Ierland                            | 1 – 1                                         | Vriendschappelijk                             |                                               |
| 7.                                            | 11 oktober 2013                               | Engeland – Montenegro                         | 4 – 1                                         | WK-kwalificatie                               | 78'                                           |
| 8.                                            | 15 oktober 2013                               | Engeland – Polen                              | 2 – 0                                         | WK-kwalificatie                               |                                               |
| 9.                                            | 19 november 2013                              | Engeland – Duitsland                          | 0 – 1                                         | Vriendschappelijk                             |                                               |
| 10.                                           | 5 maart 2014                                  | Engeland – Denemarken                         | 1 – 0                                         | Vriendschappelijk                             | 82'                                           |
| 11.                                           | 30 mei 2014                                   | Engeland – Peru                               | 3 – 0                                         | Vriendschappelijk                             | 32'                                           |
| 12.                                           | 7 juni 2014                                   | Engeland – Honduras                           | 0 – 0                                         | Vriendschappelijk                             |                                               |
| 13.                                           | 14 juni 2014                                  | Engeland – Italië                             | 1 – 2                                         | WK 2014                                       | 37'                                           |
| 14.                                           | 19 juni 2014                                  | Uruguay – Engeland                            | 2 – 1                                         | WK 2014                                       |                                               |
| 15.                                           | 24 juni 2014                                  | Costa Rica – Engeland                         | 0 – 0                                         | WK 2014                                       |                                               |
| 16.                                           | 3 september 2014                              | Engeland – Noorwegen                          | 1 – 0                                         | Vriendschappelijk                             |                                               |
| 17.                                           | 29 maart 2016                                 | Engeland – Nederland                          | 1 – 2                                         | Vriendschappelijk                             |                                               |
| 18.                                           | 2 juni 2016                                   | Engeland – Portugal                           | 1 – 0                                         | Vriendschappelijk                             |                                               |
| 19.                                           | 16 juni 2016                                  | Engeland – Wales                              | 2 – 1                                         | EK 2016                                       | 90+1'                                         |
| 20.                                           | 20 juni 2016                                  | Slowakije – Engeland                          | 0 – 0                                         | EK 2016                                       |                                               |
| 21.                                           | 27 juni 2016                                  | Engeland – IJsland                            | 1 – 2                                         | EK 2016                                       |                                               |